# 마인콘

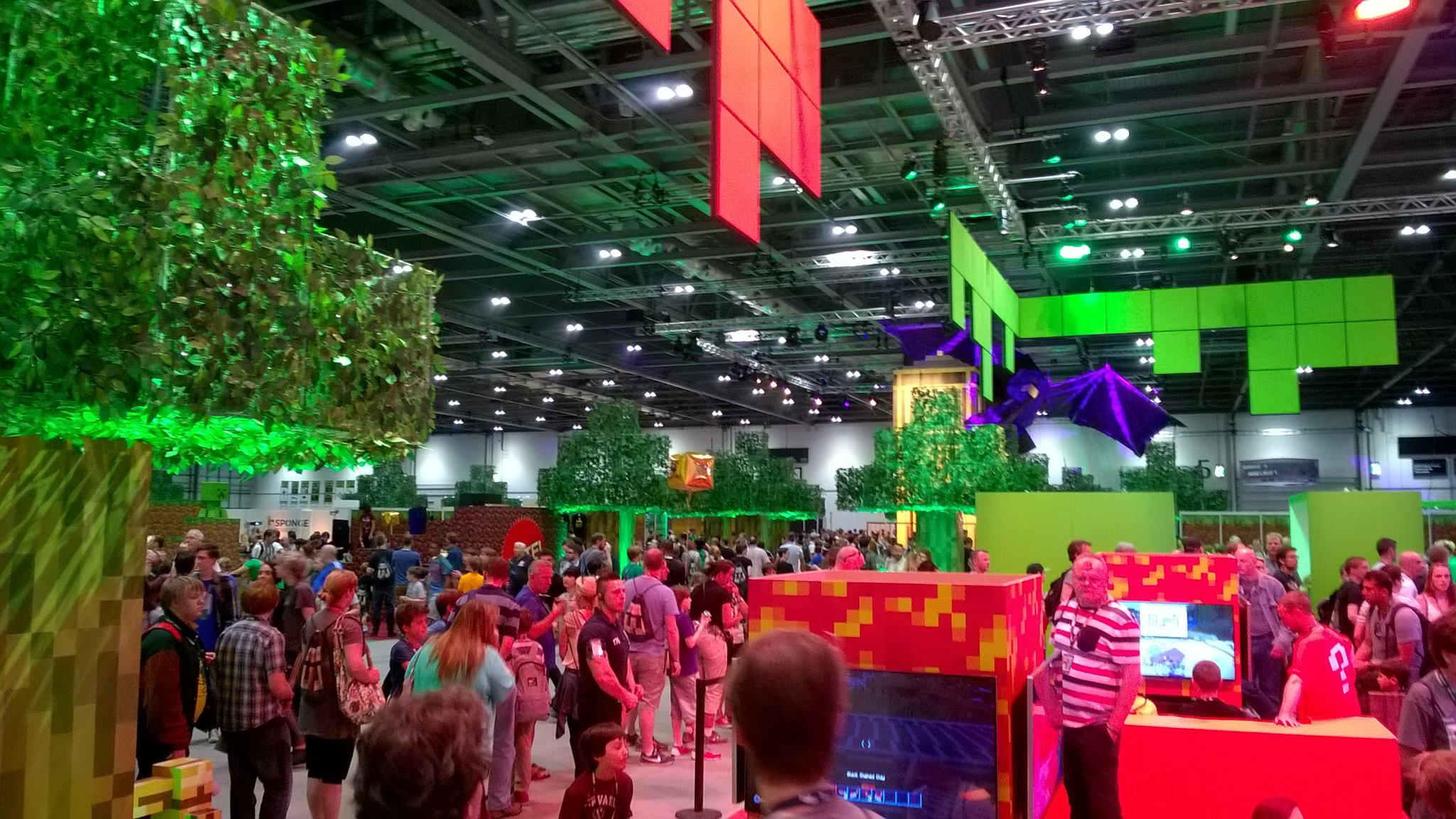

마인콘은 모장이 주최하는 비디오 게임 마인크래프트의 팬 콘벤션이다. 2010년 첫 모임은 MinecraftCon으로 알려져 있다. 첫번째 마인콘은 2011년에 라스베가스에서 열렸고, 게임의 출시를 축하했고, 마인크래프트와 관련된 이야기 패널과 게이밍 아리아가 있었다. 마인콘은 세계에서 가장 큰 게임 콘벤션이기도 하다.
마인콘에서는 다음 해에 공개할 마인크래프트 업데이트를 공개한다.

## 개최년도
- 2010년 : "Minecraft con"라는 이름으로 열렸다.
- 2011년 : "Minecon"으로 이름이 바뀌었으며, 공식적으로는 처음 열린 마인콘이다.
- 2012년: 프랑스 파리에서 열렸다
- 2013년 : 미국 플로리다주 올랜도에서 개최되었다.
- 2014년: 2013년 마인콘이 연말에 열려서 진행하지 않았다
- 2015년[2] : 영국 런던에서 열렸으며, 실시간 라이브 방송을 방영하였다, 한국에서는 유튜버 양띵이 MOJANG의 초대를 받아 리뷰 영상을 올렸다
- 2016년 : 미국 캘리포니아주 애너하임에서 열렸다, 한국에서는 유튜버 도티가 운학과 샌드박스의 직원인 공룡과 뽕필과 함께 MOJANG의 초대로 리뷰영상을 올렸다
- 2017년~ : 마인콘 어스로 개최되고 있다.
- 2020년 : 마인콘 오프라인 행사가 2016년이후 4년만에 열기로 하였다. 그러나 코로나19 범유행으로 인해 내년 2021년 9월에 미국 플로리다주에서 열리기로 하였다.